# 獨莖小金髮蘚
獨莖小金髮蘚（学名：Pogonatum proliferum）为土馬騣科小金髮蘚屬下的一个种。

## 扩展阅读
- 維基物種上的相關：獨莖小金髮蘚